# Jag är hos dig, min Gud
Jag är hos dig, min Gud är en aftonpsalm med text av Margareta Melin från 1969 och musik av Lars Åke Lundberg från 1970.
Den handlar om att vara hos Gud "som babyn hos sin mamma", "som fågeln i sitt bo" och med en önskan att få Gud kvar hos sig "så har jag lugn och ro".

## Publicerad i
- Den svenska psalmboken 1986 som nummer 607 under rubriken "Barn och familj".
- Psalmer och Sånger 1987 som nummer 550 under rubriken "Dagens och årets tider - Kväll".[1]
- Hela familjens psalmbok 2013 som nummer 25 under rubriken "Gud tycker om oss".[2]